# 中華民國國家通訊傳播委員會
國家通訊傳播委員會（簡稱NCC、通傳會，政府早期簡稱為國傳會）是中華民國有關電信通訊和廣播電視等訊息流通事業的最高主管機關，為受行政院監督的獨立機關，2006年成立。

## 沿革
國家通訊傳播委員會成立之前的通訊傳播事業之監理與審查業務由行政院新聞局、交通部電信總局等多個機關負責。
2005年10月25日，立法院第6屆第2會期第7次會議三讀通過《國家通訊傳播委員會組織法》，該法第一條敘明：「行政院為落實憲法保障之言論自由，謹守黨政軍退出媒體之精神，促進通訊傳播健全發展，維護媒體專業自主，有效辦理通訊傳播管理事項，確保通訊傳播市場公平有效競爭，保障消費者及尊重弱勢權益，促進多元文化均衡發展，提升國家競爭力，特設國家通訊傳播委員會。」
2006年2月22日，國家通訊傳播委員會成立。同年7月21日，《司法院釋字第613號解釋》宣告《國家通訊傳播委員會組織法》第四條有關國家通訊傳播委員會委員按立法院政黨比例選出之規定違憲，並設定落日條款，該等條文至遲將於2008年12月31日失效。
2006年7月24日，國家通訊傳播委員會主任委員對釋字第613號解釋作出回應，表示第一屆國家通訊傳播委員會委員將會與當屆立法委員同時卸任，並籲立法院儘速完成修法工作。
2007年12月20日，立法院三讀通過《國家通訊傳播委員會組織法》第四條修正案。
2012年8月1日，通傳會新組織架構實施。
2021年3月25日，行政院院會通過組織改造法案，國家通訊傳播委員會未來將配合數位發展部成立而移撥相關業務。
2022年8月27日，數位發展部成立，以原國家通訊傳播委員會延平南路辦公室（臺北市中正區延平南路143號）為本部；國家通訊傳播委員會北區監理處遷往國家通訊傳播委員會濟南路辦公室（臺北市中正區濟南路二段16號）。

## 歷任首長及委員[3]

### 歷任主任委員
| 任次 | 肖像         | 姓名   | 黨籍       | 就職時間      | 卸任時間      | 副主任委員 | 備註                                                                                       |
| ---- | ------------ | ------ | ---------- | ------------- | ------------- | --- | ------------------------------------------------------------------------------------------ |
| 1    |              | 蘇永欽 | 中國國民黨 | 2006年2月22日 | 2008年7月31日 | 石世豪 劉宗德 | 依政黨比例代表制推薦                                                                       |
| 2    |              | 彭芸   | 無黨籍     | 2008年8月1日  | 2010年7月31日 | 陳正倉 | 由行政院院長提名，經立法院同意後任命；任內發生壹電視執照申請案、旺旺併購中時中天中視事件等 |
| 3    |              | 蘇蘅   | 無黨籍     | 2010年8月1日  | 2012年7月31日 | 陳正倉 | 任內發生年代綜合台執照失效案、旺旺中時併購中嘉案等                                         |
| 4    |              | 石世豪 | 無黨籍     | 2012年8月1日  | 2016年7月31日 | 虞孝成 | 再任；任內發生電信法修正草案第九條爭議事件等                                               |
| 5    |              | 詹婷怡 | 無黨籍     | 2016年8月1日  | 2019年4月2日  | 翁柏宗 | 任內因被指責多項失職，自行請辭                                                             |
| 代理 |              | 翁柏宗 | 無黨籍     | 2019年4月3日  | 2019年5月29日 | 翁柏宗 | 副主任委員暫時代理職務，後因個人身體健康因素請辭                                           |
| 代理 |              | 陳耀祥 | 無黨籍     | 2019年5月30日 | 2020年7月31日 | 懸缺 | 由時任行政院院長蘇貞昌指定暫時代理職務                                                     |
| 6    | 2020年8月1日 | 陳耀祥 | 無黨籍     | 2024年7月31日 | 翁柏宗        | 任內發生中天新聞台不獲續牌事件、數位中介服務法爭議事件、鏡電視執照爭議、三立電視違法入股中嘉案、iWIN下架虛擬創作爭議事件等 |                                                                                            |
| 代理 |              | 翁柏宗 | 無黨籍     | 2024年8月1日  | 翁柏宗        | 2024年11月30日 | 由時任行政院院長卓榮泰指定暫時代理職務                                                     |
| 代理 |              | 陳崇樹 | 無黨籍     | 2024年12月1日 | 現任          | 懸缺 | 由時任行政院院長卓榮泰指定暫時代理職務                                                     |

### 歷屆委員
- 粗體為連屆
- 任期為「不分屆次，個別計算」

| 第1屆 2006年2月22日－2008年7月31日                                                     |
| -------------------------------------------------------------------------------------- |
| 蘇永欽、石世豪、劉宗德、吳忠吉、李祖源、林東泰、劉孔中、劉幼琍、謝進男                 |
| 第2屆 2008年8月1日－2010年7月31日                                                      |
| 彭芸、陳正倉、謝進男、李大嵩、翁曉玲、劉崇堅、鍾起惠                                   |
| 第3屆 2010年8月1日－2012年7月31日                                                      |
| 蘇蘅、陳正倉、翁曉玲、劉崇堅、鍾起惠、張時中、魏學文                                   |
| 第4屆 2012年8月1日－2016年7月31日                                                      |
| 石世豪（再任）、虞孝成、劉崇堅、魏學文、陳元玲、彭心儀、江幽芬、杜震華、翁柏宗、陳憶寧 |
| 第5屆 2016年8月1日－2020年7月31日                                                      |
| 詹婷怡、翁柏宗、陳憶寧、何吉森、洪貞玲、郭文忠、陳耀祥、孫雅麗 、鄧惟中                |
| 第6屆 2020年8月1日－2024年7月31日                                                      |
| 陳耀祥、翁柏宗（再任）、孫雅麗、鄧惟中、王維菁、林麗雲、蕭祈宏、王正嘉、王怡惠、陳崇樹 |
| 代理 2024年8月1日－2024年11月30日                                                      |
| 翁柏宗（延任，並為代理主任委員）、王正嘉、王怡惠、陳崇樹                               |
| 代理 2024年12月1日－至今                                                               |
| 陳崇樹（代理主任委員）、王正嘉、王怡惠                                                 |

## 組織
- 主任委員
- 副主任委員
- 委員5人
  - 主任秘書
    - 參事
    - 技監

幕僚單位
- 秘書室
- 人事室
- 會計室
- 政風室

業務單位
- 綜合規劃處
- 基礎設施事務處
- 平臺事業管理處
- 射頻與資源管理處
- 電臺與內容事務處
- 法律事務處

附屬機關
- 北區監理處
- 中區監理處
- 南區監理處

## 其他事件

### 組織形成

#### 委員產生方式之違憲爭議
2005年12月11日，各政黨遵循首次制定之《國家通訊傳播委員會組織法》第四條規定，採「政黨比例制」遴選方式，依立法院政黨比例推派，組成11人審查會，並由行政院推薦3人與各政黨依立法院政黨比例提出15人，歷經三天審查會議，從18位候選名單中，議決13名首任委員（泛綠陣營獲5席、泛藍陣營佔8席），引發獲提名委員不滿審查過程政黨操作痕跡明顯而請辭事件。
2006年1月20日，行政院以《國家通訊傳播委員會組織法》已逾越憲法賦予立法院權限而侵犯行政院及其他機關憲法權限，違反憲法權力分立原理，破壞憲法對於廣播電視自由之制度性保障並侵害人民之平等權、言論自由、結社自由、參政權等基本權利為由，聲請釋憲。
2006年7月21日，《司法院釋字第613號解釋》認定該制度違憲。解釋文指出立法者雖然可以對組織的任命方法作出指定，以確保組織地位超黨派，但通傳會既然在五權之中既歸屬行政權（中華民國沒有政府機關屬於一府五院之外），予以制衡之手段不能完全剝奪行政院實質人事決定權或逕行取而代之，行政權之核心在於人事，保持行政一體。況且更使立法權架空行政權，有違責任政治及權力分立原則。
2007年12月20日，經多次黨團協商，《國家通訊傳播委員會組織法》第四條修正案得以通過。修正後之第四條規定：國家通訊傳播委員會委員人數減為7人，任期仿照大法官，採取「半半交錯制」、由三年延長為四年，任滿得連任一次；通傳會委員由行政院院長提名，經立法院同意後任命之，委員任滿三個月前，行政院與立法院應依照程序任命新任委員。《國家通訊傳播委員會組織法》違憲之事才得到補正。

#### 行政院告通傳會
2007年6月27日，國家通訊傳播委員會有條件審查通過中國廣播公司股權及經營權移轉予趙少康，行政院新聞局局長謝志偉指責國家通訊傳播委員會「圖利」趙少康及中國國民黨。行政院將下屬獨立機關國家通訊傳播委員會的五名審議委員依圖利罪移送法辦，謝志偉與行政院政务委员許志雄遭趙少康控告「加重誹謗」、「洩密」等罪。

#### 主委、副主委的產生方式
第一至第三屆主委由委員互選產生，但第四屆已由行政院長提名時指定。對於《NCC組織法》修法，改變主委產生方式，包括陳正倉、鍾起惠、翁曉玲等3名委員主張主委、副主委應由委員互選；但主委蘇蘅、張時中、魏學文及劉崇堅等4委員則同意由政院任命。陳正倉等3位委員還發表不同意見書，認為獨立機關若喪失獨立性，公正性會被質疑，由行政院長任命主委、副主委，時任執政黨就有機會透過監理媒體的獨立機關來影響媒體。
民主進步黨立委管碧玲質疑，過去NCC主委是委員互推，較具獨立性，現在主委由行政院長指定對獨立性確有損傷。

#### 委員提名資格修法與延任爭議
2024年4月30日，因時任7位委員中，主委陳耀祥、副主委翁柏宗、林麗雲及王維菁4位委員將於7月31日卸任，時任行政院院長陳建仁提名主委翁柏宗、副主委陳炳宏、羅慧雯及詹懿廉4位人選補額並於翌日送交立法院審查。
6月14日，立法院協商《國家通訊傳播委員會組織法》中有關提名與連任條文之修正草案，因中國國民黨立委傅崐萁及翁曉玲之提案皆違反2006年《司法院釋字第613號解釋》，黨團協商無果。7月11日，立法院二次協商，民主進步黨立委鍾佳濱表示正因是獨立機關設置員額並不多，且多為合議制，更需要任期半半交錯制以作經驗傳承，並提出原委員於任期內提前卸任而遞補之委員，或可任滿前委員任期時卸任（此遞補任期依現行慣例，不視為遞補委員之完整一任），以維持交錯制任期規則；翁曉玲曾任通傳會委員，主張通傳會對產業影響力大，委員不需經驗傳承，採交錯制任期沒必要，若委員提前離職或期滿卸任至尚未提名補缺期間，原委員留任沒意義。
7月16日，修正案三讀通過，僅新增通傳會委員「任滿得連任一次，已連任者不得再任」、刪除「任期屆滿未能依前項規定提任時，原任委員之任期得延至新任委員就職前一日止」條文，並於7月31日由總統公布。
8月1日，行政院以立法院尚未通過人事案為由，未公告修正條文之施行日期，且指定翁柏宗延任並代理主委。國民黨立委林思銘批評行政院指派翁柏宗延任，是在公然對抗立法院三讀通過的法令。台灣民眾黨立委黃國昌質疑本次提案修法目的正是要「剔除萬年委員條款」，行政院卻不遵守7月31日已公布之通傳會組織法任期規定「已連任者不得再任」，堅持行政院應撤除翁柏宗重新提名。民進黨立委吳思瑤指出，7月12日立法院將通傳會人事同意權付委，名單中即包含主委翁柏宗，民眾黨團當時未表示異議，現在才質疑翁柏宗的資格要件問題。
依照任期「半半交錯制」（每次提名任命一半員額，使其每屆期皆有一半為任期交錯委員）之機關（例：大法官、公平交易委員會、監察院監察委員），人員任期為「不分屆次，個別計算」
，即人員依法定任期任職，不受屆期限制，於任期內離職或期滿卸任後，若符合「得以連任」條款，仍可再次提名。
國民黨與民眾黨以翁柏宗存在任期爭議為由，自7月9日確認4位提名人選後，即未進行通傳會人事審查程序，致增補委員缺額延宕、影響憲法賦予通傳會獨立機關職權與穩定運作。
10月25日，《憲法法庭113年憲判字第9號判決》宣告於6月24日修正公布之《立法院職權行使法》合憲範圍。行政院原即依法享有通傳會委員提名權，國民黨與民眾黨杯葛審查提名之理由並不存在
，立法院應依法定程序完成通傳會委員提名人事審查案。
11月15日，立法院再度通過《國家通訊傳播委員會組織法》修正案，明定7月31日修正條文之施行日期為12月1日，翁柏宗因此於11月30日卸任，通傳會在職委員僅剩3位，完成補足員額前，通傳會業務將停擺。

### 重要准駁案與法案

#### 壹電視5頻道申設案
2009年8月13日，壹傳媒傳訊網股份有限公司（後更名為：壹傳媒電視廣播股份有限公司）申請經營「壹電視新聞台」、「壹電視娛樂台」、「壹電視電影台」、「壹電視體育台」及「壹電視資訊綜合台」5頻道。12月2日通傳會召開「以動畫方式呈現新聞節目之妥適性諮詢會議」。12月9日通傳會第331次委員會議因認定並沒有達到專業標準，因此決議不予許可「壹電視新聞台」及「壹電視資訊綜合台」。
2010年1月29日，壹傳媒電視廣播股份有限公司再度申請經營「壹電視新聞台」及「壹電視資訊綜合台」。3月19日通傳會召開「壹傳媒電視廣播股份有限公司5頻道申設內容座談會」。3月31日「壹電視電影台」決議予以許可。7月28日「壹電視體育台」決議予以許可。9月8日因綜觀其營運計畫書、歷次補正資料及該公司於審查期間與本會及社會代表之互動過程，對於其能否善盡傳播媒體之社會責任仍有疑慮，決議不予許可「壹電視娛樂台」、「壹電視新聞台」及「壹電視資訊綜合台」等3頻道。

#### 年代綜合台執照失效案
2010年12月22日，通傳會以年代綜合台內容充斥節目廣告化為由，通知該頻道執照失效。年代綜合台成為通傳會成立以來首家換照後因附款(解除條件)成就而導致執照失其效力的媒體，通傳會並通令有線電視系統業者自2010年12月30日0時起，終止年代綜合台訊號之播送。撤照消息傳出，傳播、法律學者，執政與在野黨立法委員多表強烈不滿，質疑通傳會未按撤換分流程序與引用爭議法條等，以身為獨立機關而違法擴權、濫權戕害媒體。12月29日，通傳會宣布年代綜合台於2010年12月31日凌晨零時起停播。

#### 4G釋照
立法院第7屆第8會期交通委員會第17次全體委員會議紀錄顯示，前任主委蘇蘅表示，4G釋照期程預定於2015年7月前完成。立法院另於「中華民國101年度中央政府總預算案」三讀時提案，要求4G釋照期程提前於2014年7月前完成規劃。
通傳會第四屆委員就任之後，行政院隨即於2012年8月召開密集會議研商，擬具釋照規劃方案，並於同年9月依電信法公告「第一類電信事業開放之業務項目、範圍時程及家數一覽表」，確定於2013年12月開放行動寬頻業務的最新釋照時程。於2013年5月8日發布「行動寬頻業務管理規則」，公告受理申請經營，經過40個工作天，393回合各界關注的競價作業，於2013年10月30日完成700、900、1800MHz頻段競價釋照作業，總標金高達新台幣1186.5億元。

#### 電信法修正草案第九條
2013年4月24日送行政院審查，但有妨礙網路自由的爭議，後於2013年7月被行政院退審。

#### 中天新聞台不予換照案
2019年6月18日，時代力量籍立委黃國昌發函NCC，要求廢止中天新聞執照。另外中天因為過度吹捧政治人物等爭議在2019年年初至7月11日被開罰將近400萬元。
2020年10月26日，NCC召開換照聽證會。10月28日，黃國昌發布多張蔡衍明與旺中高階媒體主管的微信群組的對話截圖，表示蔡衍明干預新聞報導。
2020年11月18日，NCC召開換照審查，會中以7比0全數通過否決了中天新聞台換照，宣布不予換照。NCC主委陳耀祥表示，中天新聞台最大的問題就是大股東蔡衍明干預新聞台運作。國民黨團總召林為洲痛批，NCC完全是按照劇本演出，該會委員淪布袋戲偶，並批評其非獨立機關。

#### 鏡電視執照爭議
鏡電視經過1年、NCC2次審查才准許上架有線電視系統 ；但其取得經營執照後尚未開播即頻繁更換董事，被質疑照審查監管不力。

#### 《數位中介服務法》草案爭議
2022年6月29日，NCC通過《數位中介服務法》（數位中介法）草案。參與公開說明會討論的專家、民間團體、資訊儲存服務業者、線上平臺服務業者認為恐傷害言論自由。

#### 三立電視台入股中嘉案
2018年NCC核准第二大有線電視集團中嘉數位交易案。爭議過大，須履行21項附負擔條件。2023年中嘉上層股東異動，陳椒華指出三立張榮華、萬海陳致遠成為新買家，三立電視持有股權達27%，疑違反當初核准交易案的負擔條件與媒體壟斷條款。55天後陳耀祥受立委邱顯智質詢才承認，初步資料顯示三立持有中嘉股權。王婉諭批評NCC只說要繼續查，不提任何具體處置。

### 引用
1. ↑  16項組改法案通過 政院將設數位發展部 最快2022掛牌 （页面存档备份，存于），中華新聞雲，2021-03-26
2. ↑  政院推組改新設數位發展部 最快2022年掛牌 （页面存档备份，存于），中央通訊社，2021-03-25
3. ↑  歷任首長及委員 （页面存档备份，存于）.國家通訊傳播委員會.2024-2-16
4. ↑  2007年4月11日請辭。
5. ↑  2008年3月2日離任。
6. ↑  2007年4月11日離任。
7. ↑  2008年2月16日離任。
8. 1 2  2014年7月31日離任。
9. ↑  2012年10月30日離任。
10. ↑  2013年1月25日遞補到任。
11. ↑  2014年8月1日遞補到任，2016年1月31日離任。
12. 1 2  2014年8月1日遞補到任。
13. ↑  2019年4月2日離任。
14. ↑  2019年5月29日離任。
15. 1 2  2018年7月31日離任。
16. 1 2  2018年8月1日遞補到任。
17. 1 2 3  2022年7月31日離任。
18. 1 2 3  2022年8月1日遞補到任。
19. ↑  行政院依中華民國110年5月4日修正版本之《國家通訊傳播委員會組織法》第4條第5項、第5條指定其延任，並代理主任委員職務至新任委員就任為止。
20. ↑  國家通訊傳播委員會組織法 （页面存档备份，存于）.全國法規資料庫[立法歷程（附帶決議）].2005-10-25
21. ↑  NCC委會選出13名委員 函送政院 2005.12.11 （页面存档备份，存于）.大紀元.2005-12-11
22. ↑  政黨操作NCC 呂忠津辭委員 2005.12.14 （页面存档备份，存于）.華視.2005-12-14
23. ↑  行政院解釋憲法聲請書 2006.1.20 （页面存档备份，存于）釋字第613號解釋其他公開之卷內文書.2006-7-21
24. ↑  立法院公報第96卷第88期 483-485頁 2007.12.20 （页面存档备份，存于）.立法院議事暨公報資訊網
25. ↑  蔣志薇. . TVBS新聞網. 2007-06-28  [2024-11-01]. （原始内容存档于2025-01-23）.
26. ↑  李欣芳、邱燕玲、劉力仁、林嘉琪.失職 NCC公信力蕩然無存.自由時報.2012-07-28 （页面存档备份，存于）
27. ↑  徐珮君、黃揚明、徐毓莉.政院指定主委 「NCC可以關了」 （页面存档备份，存于）.蘋果日報.2012-07-27
28. ↑  侯俐安. . 聯合新聞網. 2024-04-30  [2024-11-28]. （原始内容存档于2025-02-11）.
29. ↑  劉羽婷. . 信傳媒. 2024-04-29  [2024-11-28]. （原始内容存档于2024-05-25）.
30. ↑  立法院第11屆第1會期 黨團協商會議紀錄 290-310頁 2024.7.11 （页面存档备份，存于）.立法院議事及發言系統
31. ↑  . 公視新聞網. 2024-08-02  [2025-04-12]. （原始内容存档于2024-08-05）.
32. ↑  郭建伸. . 中央社. 2024-08-09  [2024-11-28]. （原始内容存档于2024-11-09）.
33. ↑  游念育 、 姚志平. . 中時新聞網. 2024-08-09  [2024-11-28].
34. ↑  中華民國100年12月28日修正公布《國家通訊傳播委員會組織法》至今有效規定之第10條第3項：通傳會委員會議之決議，應以委員總額過半數之同意行之。
35. ↑  113年憲判字第9號【立法院職權行使法等案】 2024.10.25 （页面存档备份，存于）.憲法法庭 2024.10.25
36. ↑  張睿廷. . 聯合新聞網. 2024-11-19  [2024-11-20].
37. ↑  林志怡. . 自由時報. 2024-11-15  [2024-11-15]. （原始内容存档于2024-11-17）.
38. ↑  邱燕玲、劉力仁.電信法草案惹議 政院退審.自由時報.2013-07-17 （页面存档备份，存于）
39. ↑  黃國昌貼旺中群組截圖指干預新聞 蔡衍明回應了 （页面存档备份，存于）.華視新聞網.2020-10-29
40. ↑  . 新頭殼. 2020-11-18  [2020-11-18]. （原始内容存档于2020-11-18）.
41. ↑  NCC開鍘中天 直指蔡衍明干預新聞是最大問題 （页面存档备份，存于）.聯合新聞網.2020-11-18
42. ↑  趙婉淳. . 中時. 2020-11-18  [2020-11-20]. （原始内容存档于2020-11-30）.
43. ↑  .   [2023-07-08]. （原始内容存档于2023-07-11）.
44. ↑  . 中央廣播電臺. 2022-03-30  [2022-03-30]. （原始内容存档于2022-05-07）.
45. ↑  . join.gov.tw. 公共政策網路參與平臺. 2022-06-29  [2022-08-18]. （原始内容存档于2022-10-23） （中文（臺灣））.
46. ↑  郭俊麟／台北報導, 曹晏郡. . 公視新聞網 PNN. 2022-08-16  [2022-08-18]. （原始内容存档于2022-08-17）.
47. ↑  . 中時新聞網. 2022-08-18  [2022-08-18] （中文（臺灣））.
48. ↑  中央通訊社. . 中央社 CNA. 2018-12-05  [2023-11-04]. （原始内容存档于2023-11-04） （中文（臺灣））.
49. 1 2  . www.wealth.com.tw.   [2023-11-04]. （原始内容存档于2023-11-04）.
50. ↑  聯合新聞網. . 聯合新聞網.   [2023-11-04]. （原始内容存档于2023-11-11） （中文（臺灣））.
51. ↑  自由時報電子報. . ent.ltn.com.tw. 2023-11-03  [2023-11-04]. （原始内容存档于2023-11-04）.
52. ↑  NOWnews今日新聞. . NOWnews今日新聞. 2023-11-02  [2023-11-04]. （原始内容存档于2023-11-11） （中文（臺灣））.

## 外部連結
- 國家通訊傳播委員會（页面存档备份，存于）（繁體中文）（英文）
- 國家通訊傳播委員會的Facebook專頁
- YouTube上的通傳會NCC頻道